# Parlament Nauru

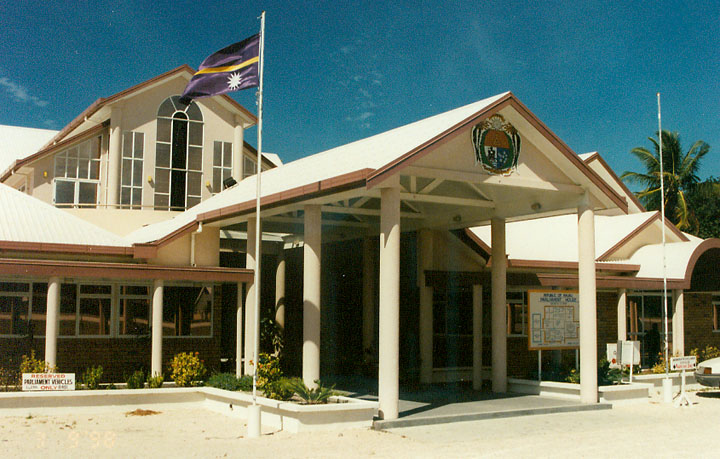
Fragment budynku parlamentu

Parlament Nauru – najwyższy organ ustawodawczy na Nauru od 1968 roku. Następca Rady Wodzów, Lokalnej Rady Samorządowej i Rady Legislacyjnej. Od 8 czerwca 2013 roku liczy 19 członków, a nie jak wcześniej 18. Kompetencje parlamentu są zawarte w Konstytucji Nauru.
Nauru dzieli się na osiem okręgów wyborczych, z których wybierani są członkowie do parlamentu. 
Parlament jest wybierany co trzy lata na podstawie ordynacji większościowej. Głosowanie w wyborach jest możliwe dla każdego obywatela wyspy, który ukończył dwudziesty rok życia. Na początku każdej kadencji parlament wybiera prezydenta, który równocześnie pełni funkcję szefa rządu. Prezydent wybiera spośród członków parlamentu czterech lub pięciu ministrów. Kandydaci ubiegający się o urząd zwykle są niezależni.

## Członkowie parlamentu Nauru
| Okręg wyborczy | poseł (od 9 lipca 2016) |
| -------------- | ----------------------- |
| Aiwo           | Milton Dube             |
| Aiwo           | Aaron Cook              |
| Anabar         | Riddell Akua            |
| Anabar         | Jaden Dogireiy          |
| Anetan         | Cyril Buramen           |
| Anetan         | Sean Oppenheimer        |
| Boe            | Mathew Batsiua          |
| Boe            | Asterio Appi            |
| Buada          | Jason Agir              |
| Buada          | Shadlog Bernicke        |
| Meneng         | Lionel Aingimea         |
| Meneng         | Vodrick Detsiogo        |
| Meneng         | Tawaki Kam              |
| Ubenide        | David Adeang            |
| Ubenide        | Valdon Dowiyogo         |
| Ubenide        | Russell Kun             |
| Ubenide        | Ranin Akua              |
| Yaren          | Charmaine Scotty        |
| Yaren          | Kieren Keke             |